# آنا مارسوا
آنا مارسوا (اسپانیایی: Ana Marzoa‎؛ زادهٔ ۱۵ سپتامبر ۱۹۴۹) بازیگر اهل آرژانتینی-اسپانیایی است.
از فیلم‌ها یا مجموعه‌های تلویزیونی که وی در آن‌ها نقش داشته‌است، می‌توان به بلوم اشاره نمود.
وی همچنین برندهٔ جوایزی همچون جایزه ملی تئاتر شده‌است.